# Antonio Aranda
Antonio Aranda Mata (* 13. November 1888 in Leganés; † 8. Februar 1979 in Madrid) war ein spanischer Armeeoffizier der während des spanischen Bürgerkriegs auf Seiten Francos kämpfte und 1941 an einer monarchistischen Verschwörung gegen das Francoregime teilnahm.
Er war Ingenieur und Geograph und kämpfte bereits in Marokko. Er war an der Niederschlagung des asturischen Aufstandes 1934 beteiligt und erhielt dafür den Dienstgrad eines Obersts. Zu Beginn des Bürgerkriegs 1936 war er der Befehlshaber der Garnison von Oviedo. Er revoltierte gegen die Zweite Spanische Republik und ging als Sieger aus der Belagerung von Oviedo hervor. Dafür erhielt er das Kreuz von San Fernando und wurde in den Rang eines Generals befördert. Er war in verschiedenen Schlachten während des Bürgerkrieges beteiligt, darunter die Schlacht von Teruel und in der Ebroschlacht. Gegen Ende des Krieges 1939 besetzten seine Truppen Valencia, wo er in den Grad eines Generalmajors erhoben wurde.
Nach dem Krieg wurde er Direktor der Königlichen Geographischen Gesellschaft. 1941 nahm er an einer monarchistischen Verschwörung gegen das Francoregime teil. Als auch noch bekannt wurde, dass Aranda ein Freimaurer war, wurde er in den vorzeitigen Ruhestand versetzt.
1976 übertrug ihm König Juan Carlos I. den Titel eines Generalleutnants.